# Slavinski Ravnik
Slavinski Ravnik este o arie protejată (arie specială de conservare — SAC, sit de importanță comunitară — SCI) din Slovenia întinsă pe o suprafață de 1.185,67 ha, integral pe uscat.

## Localizare
Centrul sitului Slavinski Ravnik este situat la coordonatele 45°42′33″N 14°08′00″E / 45.7092°N 14.1332°E.

## Înființare
Situl Slavinski Ravnik a fost declarat sit de importanță comunitară în aprilie 2004 pentru a proteja 2 specii de animale. Situl a fost protejat și ca arie specială de conservare în februarie 2012.

## Biodiversitate
Situată în ecoregiunea continentală, aria protejată conține 2 habitate naturale: Peșteri inaccesibile publicului, Păduri ilirice de Fagus sylvatica (Aremonio-Fagion).
La baza desemnării sitului se află mai multe specii protejate de  nevertebrate (2): fluturele-tigru (Callimorpha quadripunctaria), Leptodirus hochenwartii.